# Philip Phillips (arqueòleg)
Aquest article és sobre l'arqueòleg estatunidenc; per altres amb el mateix nom, vegeu Philip Phillips.
Philip Phillips (11 d'agost de 1900 - 11 de desembre de 1994) va ser un influent arqueòleg als Estats Units durant el segle xx. Encara que el seu primer treball de graduació va ser en arquitectura, més tard va rebre un doctorat de la Universitat Harvard sota assessoria d'Alfred Tozzer. Les seves primeres experiències arqueològiques eren a jaciments iroquesos, però es va especialitzar en la cultura del Mississipi, especialment la seva encarnació de la Vall del Baix Mississipi.
El 1937, va ser nomenat conservador adjunt d'Arqueologia del Sud-est del Museu Peabody d'Arqueologia i Etnologia a Harvard. El 1949, es va convertir en el seu conservador; i va seguir sent un conservador honorari de la seva jubilació en 1967 fins a la seva mort.
Les seves col·laboracions professionals amb James A. Ford, James Bennett Griffin, i Gordon Willey s'han convertit en alguns dels llibres canònics de l'arqueologia americana.
El seu obituari professional, incloent un resum dels èxits de la seva vida, va ser escrit pel seu col·lega de tota la vida i col·laborador Gordon R. Willey. Va ser publicat el 1996 per la Society for American Archaeology.

## Obres publicades
- Brain, Jeffrey P. and Philip Phillips. 1996. Shell Gorgets: Styles of the Late Prehistoric and Protohistoric Southeast. Peabody Museum Press, Cambridge, Massachusetts.
- Phillips, Philip. 1970. Archaeological Survey in the Lower Yazoo Basin, Mississippi, 1949-1955. Peabody Museum Papers, vol. 60. Harvard University, Cambridge.
- Phillips, Philip and J. A. Brown. 1975-83. Pre-Columbian Shell Engravings from the Craig Mound at Spiro, Oklahoma. (6 volumes) Cambridge, Peabody Museum Press.
- Phillips, Philip and J. A. Brown. 1984. Pre-Columbian Shell Engravings from the Craig Mound at Spiro, Oklahoma. (2-volume softbound edition) Cambridge, Peabody Museum Press.
- Phillips, Philip, James A. Ford, and James B. Griffin. 1951. Archaeological Survey in the Lower Mississippi Alluvial Valley, 1940-1947. Peabody Museum Papers, vol. 25. Harvard University, Cambridge.
- Willey, Gordon R. and Philip Phillips. 1958. Method and Theory in American Archaeology. University of Chicago Press, Chicago.